# Stacie Orrico
Stacie Joy Orrico (Seattle, Washington, 3 de març de 1986) és una cantant i compositora estatunidenca. L'any 1998, quan tenia 12 anys, va signar amb ForeFront Records i va enregistrar el seu primer àlbum d'estudi, Genuine el 2000.
Després va signar per Virgin Records, amb qui va enregistrar el seu àlbum homònim Stacie Orrico que va sortir el 2003. L'àlbum es va convertir en tot un èxit, aconseguint vendre 3 milions de còpies per tot el món. El 2005, acaba el seu contracte discogràfic amb ForeFront Records després de 7 anys, i decideix concentrar-se en la seva carrera musical i compondre el seu tercer àlbum, Beautiful Awaking que va sortir el 2006.

## Biografia
Stacie Orrico va néixer en una família Italo-americana, filla de Dean Orrico i Patricia «Pattie». És la mitjana de cinc germans: Jesse, Rachel, Alicia i Joshua. Quan Stacie tenia dos anys la família es va traslladar a viure a Denver, Colorado. Als sis anys Orrico va escriure la seva primera cançó titulada «Always Answer».

## Carrera musical

### 1998-2001. Inicis
Orrico va començar la seva carrera l'any 1998, a l'edat de 12 anys, en assistir a un festival de música cristiana, Praise in the Rockies, celebrat a Colorado. Orrico va guanyar un concurs de talents on un executiu de ForeFront Records que es trobava en el concurs li va oferir un contracte discogràfic. Va ser així que l'any 1999, amb 13 anys comença a enregistrar el seu primer àlbum d'estudi, Genuine, que surt a la venda un parell d'anys més tard, a l'agost de 2000. En la primera setmana va vendre 13.000 còpies, convertint-se en la millor venda d'un artista cristià femení d'aquell any. L'àlbum va produir el senzill «No Look At Me», que va encapçalar les llistes cristianes durant deu setmanes consecutives. L'àlbum va tenir dos números 1, així com altres tres senzills van arribar a Top 10 en emissores radiofòniques. Genuine finalment va vendre 500.000 còpies, i va ser certificat RIAA.
El 2001, als 15 anys va llançar el seu primer EP, Christmas Wish amb les peces: «Christmas Wish», «Love Came Down», «O Holy Night», «What Child is This», "O Come All Ye Faithful» i «White Christmas».

### 2003-2004. Èxit internacional ambStacie Orrico
Orrico va enregistrar un segon àlbum d'estudi titulat Say It Again, que originalment anava destinat només a la ràdio pop cristiana, amb una data de llançament a l'abril de 2002. No obstant això, quan Virgin Records van veure el potencial de Stacie, l'àlbum va ser posposat i després cancel·lat mentre es reestructurava la seva sortida a la venda. Quatre de les cançons de Say It Again van ser retirades, tot i que dues van sortir posteriorment com a b-sides individuals i pistes addicionals en la versió japonesa de l'àlbum. I altres van sortir a través d'estacions de ràdio cristianes. Incloïa «Security», «Strong Enough» i «Instead», que es va estrenar com a senzill promocional.
L'any 2003 llança el seu disc homònim Stacie Orrico el qual va aconseguir situar-se en el lloc número 50 de la cartellera Billboard 200 dels Estats Units on va vendre més de 500.000 còpies, suficient per a la certificació Disc d'Or. L'àlbum també va vendre 600.000 al Japó i 3,4 milions de còpies en tot el món. El seu primer senzill «Stuck», es va convertir en un èxit internacional, arribant al Top 5 en la majoria de les cartelleres musicals del món. L'agost de 2003 llança el seu segon senzill «There's Gotta Be More To Life» el qual també va aconseguir un èxit immediat, després llança el seu tercer senzill «I Promise», escrit per Diane Warren. Aquesta cançó, tot i que no va aconseguir entrar en Billboard dels Estats Units, sí va entrar en el top 30 de Regne Unit, i com a single «I Could Be the One» va arribar al top 40 en el Regne Unit al juny de 2004.
Aquest àlbum va ser nomenat als Premis Grammy de l'any 2004, en la categoria Best Pop/Contemporary Gospel Album.

### 2005-2007. L'Era deBeautiful Awakening
Després de la ruptura amb el seu company sentimental va decidir dedicar-se al seu nou àlbum, anomenat Beautiful Awakening que estava fixat per sortir mundialment el 29 d'agost del 2006, no obstant això, l'àlbum no va ser llançat als Estats Units. En una entrevista, va dir que aquest àlbum era un dels millors discs en què havia treballat, perquè és més personal i les cançons són sobre la seva vida. Tot i que gairebé totes les cançons del nou àlbum es va filtrar a Internet, Beautiful Awakening va sortir al Japó,on va vendre 100.000 còpies, i a el Regne Unit entre altres països.
El primer senzill «I'm Not Missing You» va sortir a la llum a través d'algunes emissores radiofòniques el 20 de juny de 2006, i a causa de la poca promoció va haver de ser re-llançat a l'octubre. La cançó va aconseguir el lloc número 19 en el Bubbling Under Hot 100 d'èxits individuals. El segon senzill de l'àlbum, «So Simple», va ser llançat a Àsia a l'octubre de 2006 i a Europa el 27 de gener de 2007.
El març de 2007, Orrico va anunciar als fans que havia deixat Virgin Records com a companyia discogràfica i que es prendria un llarg descans.

### 2008-2012. Desaparició a l'ull públic
Després de retirar-se de l'escena pública, Stacie Orrico es va presentar en el concert QB el 15 de març de l'any 2008 a Cambodja, davant una audiència de més de 50.000 persones a l'Estadi Olímpic.
El juny de 2008, una nova cançó de Stacie Orrico al costat del raper Sleepy Brown anomenada «Knock 'Em Out» es va filtrar a Internet.
Orrico va fer una gira per Japó al juliol de 2008 a Tòquio, Osaka i Fukuoka i també va aparèixer al Singfest Festival a Singapur.
El 2008, Orrico va canviar de discogràfica a Creative JeniuS Agència especialitzada en Hip-Hop i artistes de R&B.
El mateix any Orrico va col·laborar amb Toby Gad, productor i compositor, i Gill Onree.
Al març del 2009 es va llançar un vídeo de YouTube que mostra a Stacie Orrico a l'estudi d'enregistrament, aquesta cançó porta el nom de «Light Years» i es creia que seria el proper senzill d'Orrico, finalment la cançó va ser atorgada a la cantant albanesa Kristine Elezaj pel seu àlbum No Questions Remain.
El 2010, Orrico va ser nomenada com a dama d'honor de la boda de la cantant de R&B cristiana Rachael Lampa qui és la seva millor amiga.
El 2012, Stacie Orrico va ser convidada a col·laborar amb la banda The Fra en el seu nou àlbum d'estudi Scars & Stories, i va realitzar una versió de la cançó «Ready Or Not» de Fugees, la cançó apareix en l'edició especial del disc com a Bonus Track.

### 2012- present. Retorn a la música i nou àlbum
A l'octubre del 2013, Orrico va publicar al seu compte oficial de Twitter que estava planejant tornar a la música. El 7 d'octubre de 2013 en el seu compte oficial de YouTube va publicar un vídeo anunciant oficialment el seu retorn, la seva incursió com actriu i els seus estudis de literatura femenina.
Per rellançar la seva carrera, Orrico va oferir un concert virtual via Stageit el 6 de novembre on va donar a conèixer part del material del seu nou disc, alguns dels seus clàssics i altres versions de cançons d'altres artistes. L'agost del 2014, i de manera digital, llança el seu quart treball d'estudi titulat Reawakened.

## Vida personal
Després de la publicació del seu disc Stacie Orrico i els senzills d'aquest àlbum, Orrico va decidir que no volia continuar la seva carrera musical. Ella i els seus companys se'n van anar a viure a Malibú, Califòrnia, on Orrico va començar a treballar en un petit cafè. No obstant això, al llarg del seu descans, Orrico va continuar component música que després, eventualment, va portar a reprendre la seva carrera musical. Més tard, Stacie Orrico va viatjar a Sud-àfrica com a voluntària amb Cross-Cultural Solutions, per ajudar els nens amb sida.

## Discografia

### Àlbums
Àlbums d'estudi
- 2000: Genuine
- 2003: Stacie Orrico
- 2006: Beautiful Awakening

EP o Recopilatoris
- 2001: Christmas Wish (EP)
- 2002: Say It Again (EP)
- 2007: More to Life: The Best of Stacie Orrico
- 2014: Reawakened